# Anicia Wood
Anicia Wood (ur. 25 lipca 1985) – barbadoska siatkarka grająca na pozycji środkowej. Obecnie zawodniczka Florens Castellana Grotte. Reprezentantka Barbadosu.

## Kluby
- 2003–2005  St. John's Red Storm
- 2007–2009  New Haven
- 2009–2010  Kathy Van Zeeland Donoratico
- 2010–2011  Florens Castellana Grotte